# Elaine Thompson-Herah
Elaine Thompson-Herah (născută Thompson; n. 28 iunie 1992, Banana Ground⁠(d), Middlesex County⁠(d), Jamaica) este o atletă jamaicană, specializată în probele de sprint.

## Carieră
Ea a câștigat medalia de argint la 200 m și aurul la 4x400 m la Campionatul Mondial din 2015. Anul următor a obținut locul trei la 60 m la Campionatul Mondial în sală. La Jocurile Olimpice de la Rio de Janeiro a cucerit medalia de aur atât la 100 m cât și la 200 m și argintul la 4x100 m. În anii următori, atleta a avut probleme diferite la nivelul tendonului lui Ahile.
În anul 2021 jamaicana a revenit în forță. La Jocurile Olimpice de la Tokio a devenit triplă campioană olimpică, câștigând cursele de 100 m, 200 m și ștafetă 4x100 m. Trei săptămâni mai târziu a stabilit un nou record național la 100 m cu timpul de 10,54 s, fiind al doilea cel mai bun rezulat din toate timpurile (Florence Griffith-Joyner a alergat 10,49 s în 1988). La Campionatul Mondial din 2022 Elaine Thompson-Herah a obținut medalia de bronz la 100 m și medalia de argint la 4x100 m.

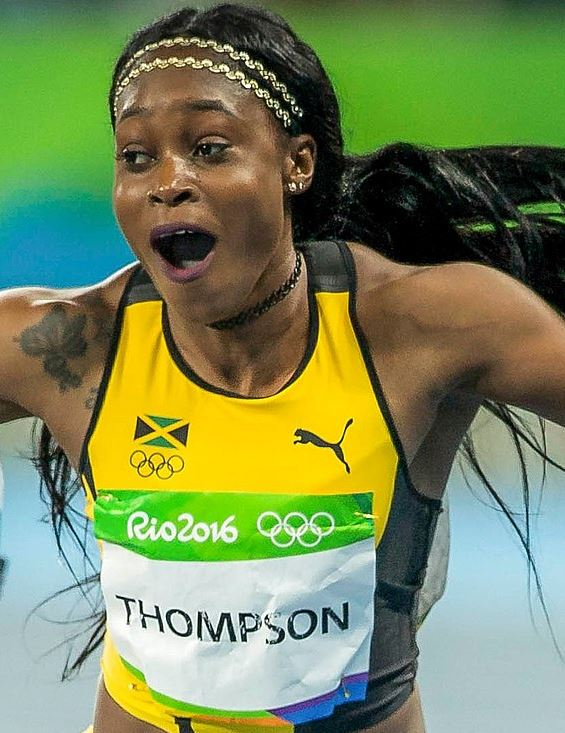
La JO din 2016
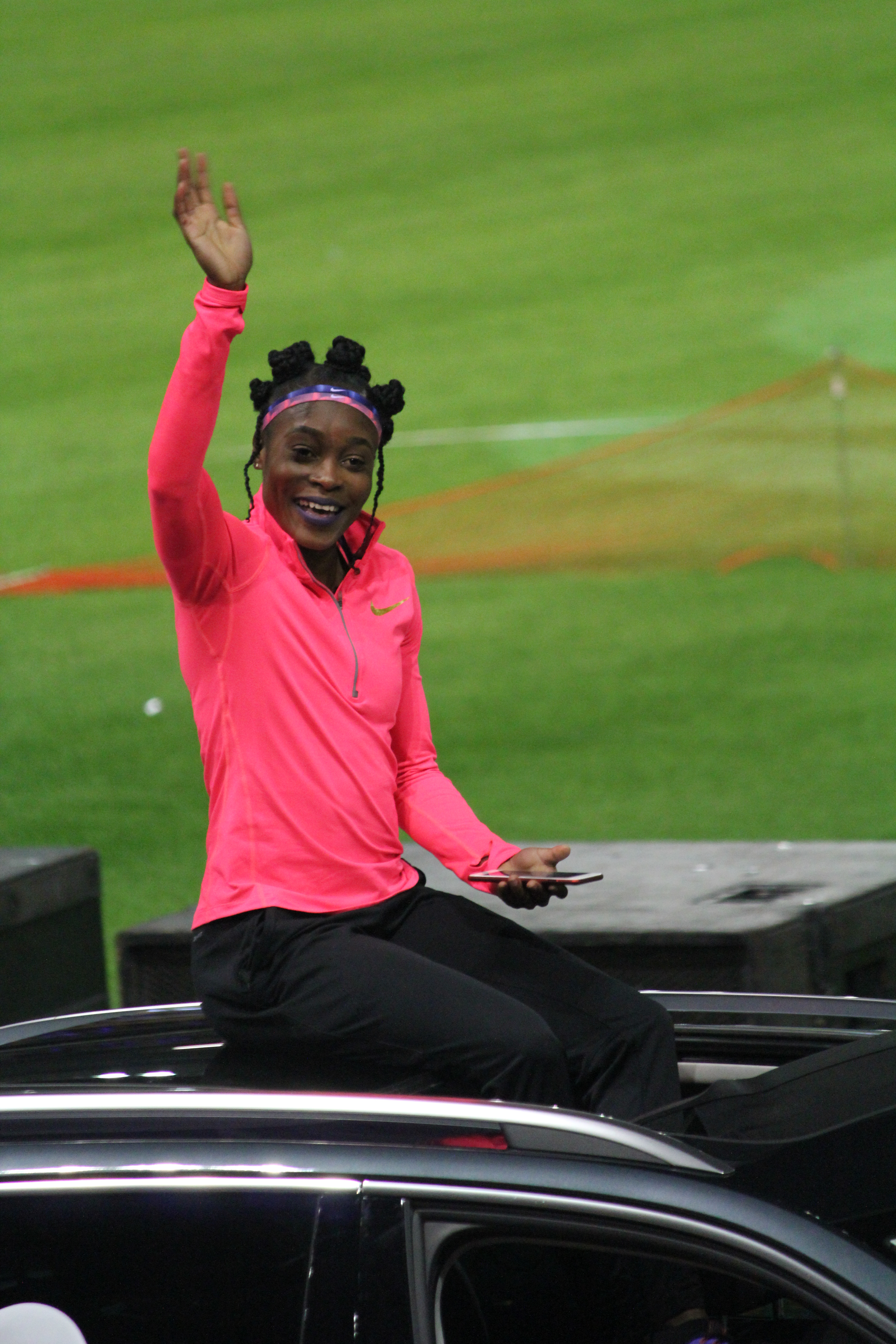
În 2017

## Realizări
| An   | Competiție                  | Locație                    | Loc | Eveniment | Note    |
| ---- | --------------------------- | -------------------------- | --- | --------- | ------- |
| 2015 | Campionatul Mondial         | Beijing, China             | 2   | 200 m     | 21,66   |
| 2015 | Campionatul Mondial         | Beijing, China             | 1   | 4 × 100 m | 41,07   |
| 2016 | Campionatul Mondial în sală | Portland, Statele Unite    | 3   | 60 m      | 7,06    |
| 2016 | Jocurile Olimpice           | Rio de Janeiro, Brazilia   | 1   | 100 m     | 10,71   |
| 2016 | Jocurile Olimpice           | Rio de Janeiro, Brazilia   | 1   | 200 m     | 21,78   |
| 2016 | Jocurile Olimpice           | Rio de Janeiro, Brazilia   | 2   | 4 × 100 m | 41,36   |
| 2017 | Ștafetele Mondiale          | Nassau, Bahamas            | 1   | 4 × 200 m | 1:29,04 |
| 2017 | Campionatul Mondial         | Londra, Marea Britanie     | 5   | 100 m     | 10,98   |
| 2018 | Campionatul Mondial în sală | Birmingham, Marea Britanie | 4   | 60 m      | 7,08    |
| 2019 | Ștafetele Mondiale          | Yokohama, Japonia          | 3   | 4 × 200 m | 1:33,21 |
| 2019 | Campionatul Mondial         | Doha, Qatar                | 4   | 100 m     | 10,93   |
| 2019 | Campionatul Mondial         | Doha, Qatar                | 24  | 200 m     | 22,61   |
| 2021 | Jocurile Olimpice           | Tokio, Japonia             | 1   | 100 m     | 10,61   |
| 2021 | Jocurile Olimpice           | Tokio, Japonia             | 1   | 200 m     | 21,53   |
| 2021 | Jocurile Olimpice           | Tokio, Japonia             | 1   | 4 × 100 m | 41,02   |
| 2022 | Campionatul Mondial         | Eugene, Statele Unite      | 3   | 100 m     | 10,81   |
| 2022 | Campionatul Mondial         | Eugene, Statele Unite      | 7   | 200 m     | 22,39   |
| 2022 | Campionatul Mondial         | Eugene, Statele Unite      | 2   | 4 x 100 m | 41,18   |
| 2023 | Campionatul Mondial         | Budapesta, Ungaria         | 2   | 4 x 100 m | 41,70   |

1. ↑  Atleta a participat doar la calificări, dar a primit o medalie.

## Recorduri personale
| Probă        | Performanță | Dată              | Locație    |
| ------------ | ----------- | ----------------- | ---------- |
| 100 m        | 10,54 s     | 21 august 2021 RN | Eugene     |
| 200 m        | 21,53 s     | 3 august 2021     | Tokio      |
| 4x100 m      | 41,02 s     | 6 august 2021 RN  | Tokio      |
| 60 m în sală | 6,98 s      | 18 februarie 2017 | Birmingham |

## Legături externe
Materiale media legate de Elaine Thompson-Herah la Wikimedia Commons
- en Elaine Thompson-Herah la World Athletics
- en Elaine Thompson-Herah la Olympedia.org
- en  Elaine Thompson-Herah la athleticspodium.com